# Maldanidae
Famille
Les Maldanidae sont une famille de vers marins polychètes dont de nombreuses espèces sont appelées « vers bambou ». 

## Liste des genres
Selon World Register of Marine Species (10 novembre 2015) :
- sous-famille Bogueinae Hartman & Fauchald, 1971
  - genre Boguea Hartman, 1945
  - genre Boguella Hartman & Fauchald, 1971
- sous-famille Euclymeninae Arwidsson, 1906
  - tribu Leiochonini Arwidsson, 1906
  - genre Abyssoclymene Hartman, 1967
  - genre Aclymene Buzhinskaja, 1995
  - genre Axiothella Verrill, 1900
  - genre Caesicirrus Arwidsson, 1911
  - genre Clymenella Verrill, 1873
  - genre Clymenura Verrill, 1900
  - genre Euclymene Verrill, 1900
  - genre Eupraxillella Hartmann-Schröder & Rosenfeldt, 1989
  - genre Heteroclymene Arwidsson, 1906
  - genre Leiochone Grube, 1868
- sous-famille Lumbriclymeninae Arwidsson, 1906
  - genre Clymenopsis Verrill, 1900
  - genre Lumbriclymene Sars, 1872
  - genre Lumbriclymenella Arwidsson, 1911
  - genre Nicomachella Ehlers, 1887
  - genre Praxillura Verrill, 1879
- sous-famille Maldaninae Arwidsson, 1906
  - genre Asychis Kinberg, 1867
  - genre Bathyasychis Detinova, 1982
  - genre Chirimia Light, 1991
  - genre Heteromaldane Ehlers, 1908
  - genre Maldane Grube, 1860
  - genre Maldanopsis
  - genre Metasychis Light, 1991
  - genre Sabaco Kinberg, 1867
- sous-famille Nicomachinae Arwidsson, 1906
  - genre Nicomache Malmgren, 1865
  - genre Petaloproctus Quatrefages, 1866
- sous-famille Notoproctinae
  - genre Notoproctus Arwidsson, 1906
- sous-famille Rhodininae Arwidsson, 1906
  - genre Rhodine Malmgren, 1865
- genre Gravierella Fauvel, 1919
- genre Iphianissa Kinberg, 1866
- genre Isocirrus Arwidsson, 1906
- genre Johnstonia
- genre Mandrocles Kinberg, 1866
- genre Micromaldane Monro, 1939
- genre Minusculisquama Pettibone, 1983
- genre Mylitta Kinberg, 1866
- genre Neco Kinberg, 1866
- genre Petaloclymene
- genre Proclymene Arwidsson, 1906
- genre Sonatsa Chamberlin, 1919
- genre Tubifex Lamarck, 1816 (position controversée)